# Дерматит
Дермати́т — гостре запалення шкіри, яке виникає під впливом різних екзогенних факторів (хімічних, фізичних, термічних, рослинних, медикаментозних та ін.).

## Етіологія
Часто дерматит спричинюють луги, кислоти, лаки, фарби, органічні розчинники, клей, олії, скипидар, епоксидні смоли. Нерідко причиною дерматиту є антибіотики, сульфаніламіди, новокаїн, йод, миш'як. До дерматитів рослинного походження належать процеси, зумовлені впливом на шкіру первоцвіту, борщівника, жовтецю, герані, морського плюща та ін.

## Симптоми
Процес супроводжується почервонінням, набряклістю, свербежем, печінням, іноді болем. У тяжких випадках через виражену ексудацію можлива поява пухирів, іноді великих, а при приєднанні піококової інфекції — фолікулітів та інших піодермій.

## Діагностика
Ззовні дерматит нерідко симулює екзему. При диференційній діагностиці враховують те, що дерматит після усунення причини захворювання доволі швидко регресує та потім повністю зникає, а екзема має хронічно-рецидивний характер, причому рецидиви виникають незалежно від первинної причини захворювання.